# Автоматика. Автоматизация. Электротехнические комплексы и системы
Автоматика. Автоматизация. Электротехнические комплексы и системы (ААЭКС) (укр. Автоматика. Автоматизація. Електротехнічні комплекси та системи, ААЕКС) — научный журнал Херсонского технического университета. Основан в 1997 году с участием ряда ВУЗов Украины. Выходит дважды в год. Материалы печатаются на украинском, русском и английском языках. Главный редактор — доктор технических наук, профессор, заведующий кафедрой «Автоматизации теплоэнергетических процессов» Одесского национального политехнического университета Тодорцев Юрий Константинович.
Входит в перечень научных специализированных изданий по техническим наукам ВАК Украины (Постановление № 3-05/11 от 10.11.1999).

## Тематика
- Моделирование объектов и систем управления
- Информационно-измерительные системы
- Информационно-управляющие комплексы и системы
- Оптимальное управление объектами и системами
- Методы построения адаптивных систем управления
- Цифровые и дискретные системы управления
- Современные технические средства, комплексы и системы
- Энергетический менеджмент
- Экономика научно-технического прогресса